# Buchanan (Virgínia)
Buchanan és una població dels Estats Units a l'estat de Virgínia. Segons el cens del 2000 tenia 1.233 habitants.

## Demografia
Segons el cens del 2000, Buchanan tenia 1.233 habitants, 540 habitatges, i 359 famílies. La densitat de població era de 196,7 habitants per km².
Dels 540 habitatges en un 25,4% hi vivien nens de menys de 18 anys, en un 51,5% hi vivien parelles casades, en un 11,3% dones solteres, i en un 33,5% no eren unitats familiars. En el 29,4% dels habitatges hi vivien persones soles el 15,6% de les quals corresponia a persones de 65 anys o més que vivien soles. El nombre mitjà de persones vivint en cada habitatge era de 2,28 i el nombre mitjà de persones que vivien en cada família era de 2,79.
Per edats la població es repartia de la següent manera: un 20,6% tenia menys de 18 anys, un 6,6% entre 18 i 24, un 29,2% entre 25 i 44, un 23,9% de 45 a 60 i un 19,7% 65 anys o més.
L'edat mediana era de 41 anys. Per cada 100 dones de 18 o més anys hi havia 86,1 homes.
La renda mediana per habitatge era de 32.500 $ i la renda mediana per família de 37.443 $. Els homes tenien una renda mediana de 29.405 $ mentre que les dones 20.565 $. La renda per capita de la població era de 16.238 $. Entorn del 6,9% de les famílies i el 10,5% de la població estaven per davall del llindar de pobresa.

## Poblacions més properes
El següent diagrama mostra les poblacions més properes.